# Griscourt
Griscourt est une commune française située dans le département de Meurthe-et-Moselle en région Grand Est.

## Géographie

### Localisation
Griscourt est située au nord est de la France entre Pont-à-Mousson et Nancy près de Dieulouard, dans la vallée de l'Esch et la petite Suisse lorraine, dont les collines et les vallons se succèdent le long du ruisseau depuis Jezainville jusqu'à Martincourt. 

Fig 1 - Griscourt (ban communal)

D’après les données Corine land Cover, le ban communal de 372 hectares comportait en 2011, 48 % de zones agricoles,  34 % de forêts, et  18% de prairies. Le territoire communal est arrosé par le Ruisseau d'Esche sur 2 km.

### Hydrographie

#### Réseau hydrographique
La commune est dans le bassin versant du Rhin au sein du bassin Rhin-Meuse. Elle est drainée par le ruisseau d'Esche,.
L'Esch, d'une longueur de 46 km, prend sa source dans la commune de Geville et se jette  dans la Moselle à Blénod-lès-Pont-à-Mousson, après avoir traversé 19 communes. Les caractéristiques hydrologiques de l'Esch sont données par la station hydrologique située sur la commune de Jezainville. Le débit moyen mensuel est de 1,38 m3/s. Le débit moyen journalier maximum est de 34,9 m3/s, atteint lors de la crue du 26 mai 1983. Le débit instantané maximal est quant à lui de 37,3 m3/s, atteint le même jour.

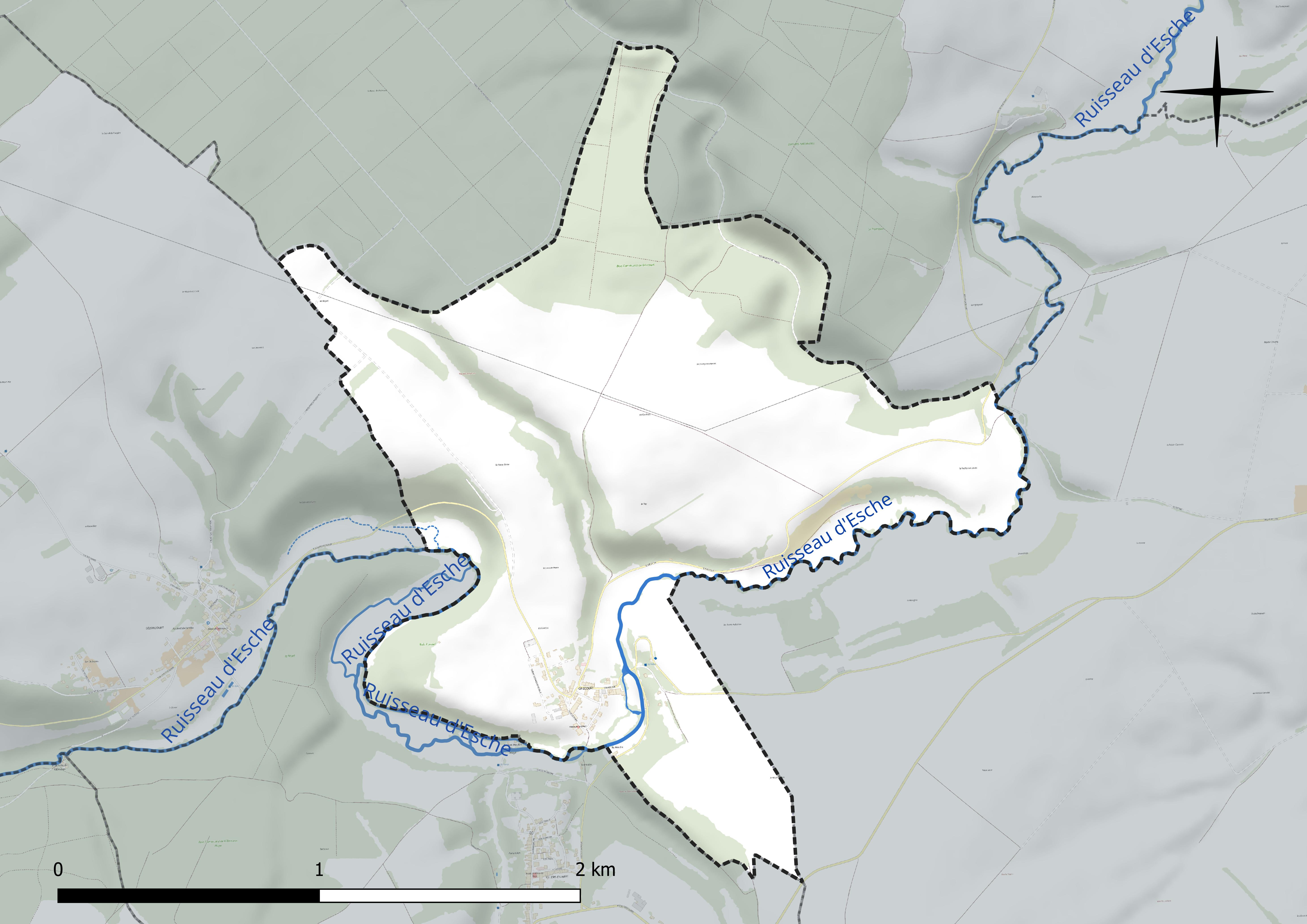
Réseau hydrographique de Griscourt.

#### Gestion et qualité des eaux
Le territoire communal est couvert par le schéma d'aménagement et de gestion des eaux (SAGE) « Rupt de Mad, Esch, Trey ». Ce document de planification concerne les bassins versants du Rupt de Mad, de l’Esch et du Trey. Le périmètre a été arrêté le 2 juin 2014, la commission locale de l'eau (CLE) a été créée le 20 juin 2017, puis modifiée le 26 mars 20210. La structure porteuse de l'élaboration et de la mise en œuvre est le Parc naturel régional de Lorraine. 
La qualité des cours d’eau peut être consultée sur un site dédié géré par les agences de l’eau et l’Agence française pour la biodiversité. 

### Climat
Pour des articles plus généraux, voir Climat du Grand Est et Climat de Meurthe-et-Moselle.
En 2010, le climat de la commune est de type climat des marges montargnardes, selon une étude du Centre national de la recherche scientifique s'appuyant sur une série de données couvrant la période 1971-2000. En 2020, Météo-France publie une typologie des climats de la France métropolitaine dans laquelle la commune est exposée à un climat semi-continental et est dans la région climatique  Lorraine, plateau de Langres, Morvan, caractérisée par un hiver rude (1,5 °C), des vents modérés et des brouillards fréquents en automne et hiver. 
Pour la période 1971-2000, la température annuelle moyenne est de 9,6 °C, avec une amplitude thermique annuelle de 16,6 °C. Le cumul annuel moyen de précipitations est de 813 mm, avec 12,3 jours de précipitations en janvier et 8,8 jours en juillet. Pour la période 1991-2020, la température moyenne annuelle observée sur la station météorologique de Météo-France la plus proche, « Nonsard », sur la commune de Nonsard-Lamarche à 21 km à vol d'oiseau, est de 10,7 °C et le cumul annuel moyen de précipitations est de 690,8 mm. 
La température maximale relevée sur cette station est de 40,1 °C, atteinte le 25 juillet 2019 ; la température minimale est de −17 °C, atteinte le 1er mars 2005,,. 
Les paramètres climatiques de la commune ont été estimés pour le milieu du siècle (2041-2070) selon différents scénarios d'émission de gaz à effet de serre à partir des nouvelles projections climatiques de référence DRIAS-2020. Ils sont consultables sur un site dédié publié par Météo-France en novembre 2022.

## Urbanisme

### Typologie
Au 1er janvier 2024, Griscourt est catégorisée commune rurale à habitat dispersé, selon la nouvelle grille communale de densité à sept niveaux définie par l'Insee en 2022.
Elle est située hors unité urbaine. Par ailleurs la commune fait partie de l'aire d'attraction de Nancy, dont elle est une commune de la couronne,. Cette aire, qui regroupe 353 communes, est catégorisée dans les aires de 200 000 à moins de 700 000 habitants,.

### Occupation des sols
L'occupation des sols de la commune, telle qu'elle ressort de la base de données européenne d’occupation biophysique des sols Corine Land Cover (CLC), est marquée par l'importance des territoires agricoles (66,1 % en 2018), une proportion identique à celle de 1990 (66,1 %). La répartition détaillée en 2018 est la suivante : 
terres arables (47,9 %), forêts (33,9 %), prairies (18,2 %). L'évolution de l’occupation des sols de la commune et de ses infrastructures peut être observée sur les différentes représentations cartographiques du territoire : la carte de Cassini (XVIIIe siècle), la carte d'état-major (1820-1866) et les cartes ou photos aériennes de l'IGN pour la période actuelle (1950 à aujourd'hui).

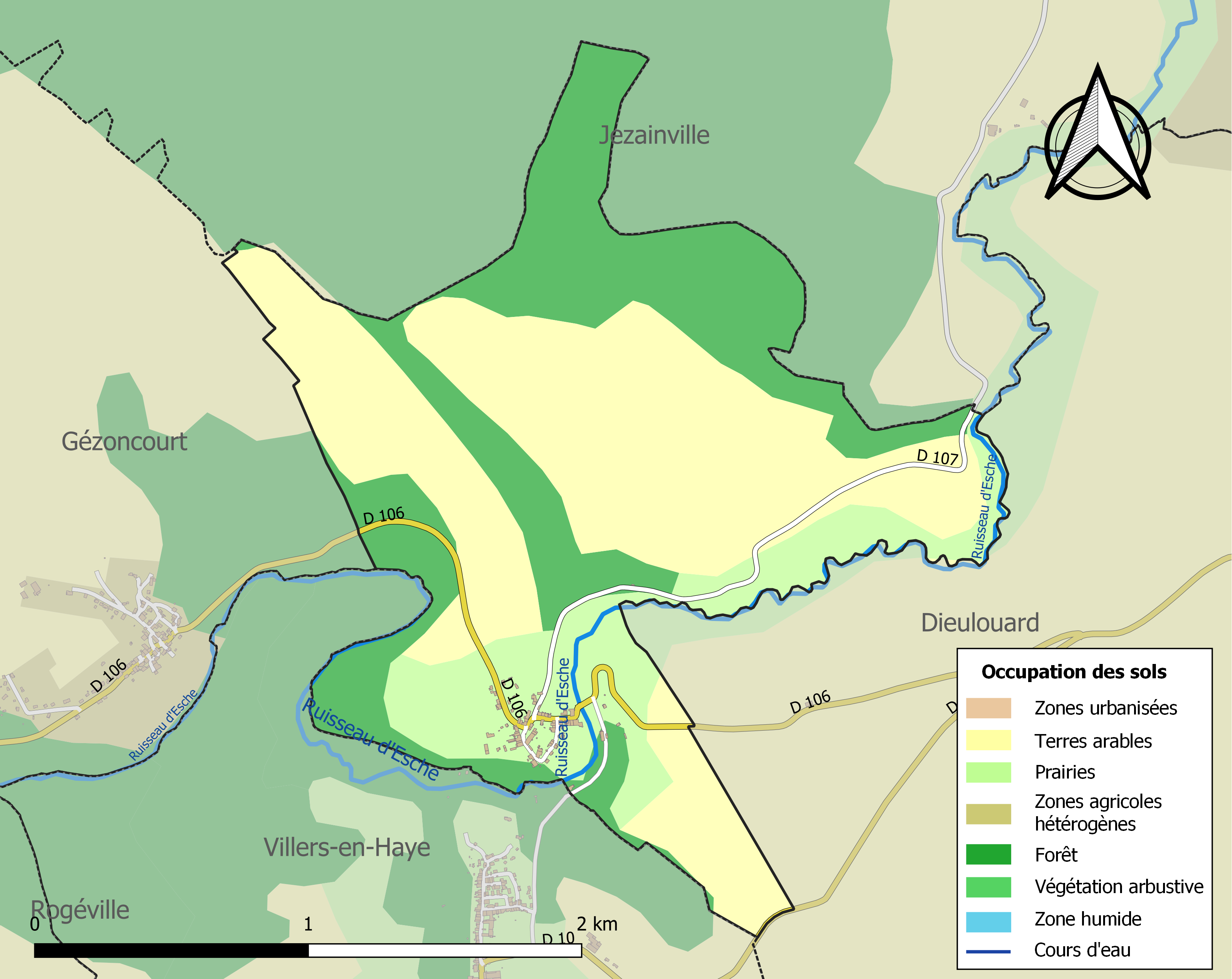
Carte des infrastructures et de l'occupation des sols de la commune en 2018 (CLC).

## Toponymie
Le nom de la localité est attesté sous les formes Grisecourt en Heix en 1333 ; Grisecourt en 1441 ; Grizecourt en 1708 ; Grizécourt en 1751.

## Histoire

### Antiquité et Préhistoire
Les chroniques archéologiques signalent la découverte d'indices d'occupations anciennes du territoire aux lieux-dits Renauvaux et Au-dessus de la grande vigne. (substructions avec tuiles plates.) Au XXe siècle, ces éléments ont été datés de l'époque romaine et un tumulus protohistorique a été signalé sur la commune.

### Moyen Âge
E. Grosse estime, dans son ouvrage sur la Meurthe, que le village remonte à une haute antiquité en regard du style de son église qui « reproduit la manière du Moyen Âge »

H. Lepage s'appuie sur la citation du village dans les archives pour en tracer une courte et synthétique histoire :
« Ce village remonte à une époque assez éloignée : en 1333, Jean de Marbache, écuyer, reconnaît que lui et ses hoirs doivent tenir en fief et hommage, du comte de Bar, … la moitié des corvées et rentes avec le moulin de Grisecourt-en-Haye. En 1478, René Ier, pour obliger les chanoines de Sainte-Croix de Pont-à-Mousson à chanter les matines et les heures canoniales, auxquelles ils n'étaient pas forcés par leur fondation, leur donna, entre autres biens, la seigneurie de Griscourt. Il y avait une haute justice
.» Il ajoute que la terre de Pierrefort comprenait, soit en totalité, soit en partie, les communes d'Avrainville, Griscourt, Mamey, Martincourt (…)

### Époque contemporaine
- Village incendié en 1944.

### Anecdote
Comme le rapporte l'exemplaire du Pays Lorrain de 1914, c'est à Griscourt que le brigadier chargé du ravitaillement des troupes s'aperçut de la disparition d'un petit cochon acquis à Tremblecourt, le ton et l'orthographe de son rapport firent sourire de nombreux mobilisés de Toul lors de la grande guerre :

« Etant de passage à Tremblecourt ayant là mission d'acheter un petit cochon pour le 39 ème d'artillerie camper à Jezainville… »

## Politique et administration
| Période                                  | Période  | Identité          | Étiquette | Qualité                                                   |
| ---------------------------------------- | -------- | ----------------- | --------- | --------------------------------------------------------- |
| Les données manquantes sont à compléter. |          |                   |           |                                                           |
| avant 1988                               | mai 2020 | Jean-Paul Marchal |           | Agriculteur exploitant                                    |
| mai 2020                                 | En cours | Leslie Dudoit,    |           | Profession intermédiaire de la santé et du travail social |

Par arrêté préfectoral de la préfecture de la région Grand-Est en date du 9 décembre 2022, la commune de Griscourt a intégré l'arrondissement de Nancy au 1er janvier 2023.

## Population et société

### Démographie
L'évolution du nombre d'habitants est connue à travers les recensements de la population effectués dans la commune depuis 1793. Pour les communes de moins de 10 000 habitants, une enquête de recensement portant sur toute la population est réalisée tous les cinq ans, les populations de référence des années intermédiaires étant quant à elles estimées par interpolation ou extrapolation. Pour la commune, le premier recensement exhaustif entrant dans le cadre du nouveau dispositif a été réalisé en 2007.

En 2022, la commune comptait 138 habitants, en évolution de +6,98 % par rapport à 2016 (Meurthe-et-Moselle : −0,13 %, France hors Mayotte : +2,11 %).
| 1793 | 1800 | 1806 | 1821 | 1831 | 1836 | 1841 | 1846 | 1851 |
| ---- | ---- | ---- | ---- | ---- | ---- | ---- | ---- | ---- |
| 131  | 158  | 170  | 158  | 146  | 151  | 175  | 185  | 173  |

| 1856 | 1861 | 1872 | 1876 | 1881 | 1886 | 1891 | 1896 | 1901 |
| ---- | ---- | ---- | ---- | ---- | ---- | ---- | ---- | ---- |
| 181  | 160  | 153  | 161  | 157  | 157  | 143  | 127  | 149  |

| 1906 | 1911 | 1921 | 1926 | 1931 | 1936 | 1946 | 1954 | 1962 |
| ---- | ---- | ---- | ---- | ---- | ---- | ---- | ---- | ---- |
| 132  | 142  | 100  | 109  | 104  | 113  | 107  | 104  | 123  |

| 1968 | 1975 | 1982 | 1990 | 1999 | 2006 | 2007 | 2012 | 2017 |
| ---- | ---- | ---- | ---- | ---- | ---- | ---- | ---- | ---- |
| 112  | 96   | 99   | 102  | 119  | 119  | 119  | 128  | 132  |

| 2022 | - | - | - | - | - | - | - | - |
| ---- | - | - | - | - | - | - | - | - |
| 138  | - | - | - | - | - | - | - | - |

## Économie
Les historiens s'accordent à décrire une économie essentiellement agricole et faiblement viticole au XIXe siècle :  
« Surf. Territ 374 hect.; 254 en terres lab., 20 en prés, 4 en vignes, 67 en bois. Moulin à grains. »,
Le moulin de Griscourt (céréales) est le dernier moulin à fonctionner jusque pendant la Seconde Guerre mondiale sur ce cours d'eau ; réhabilité en maison d'habitation.

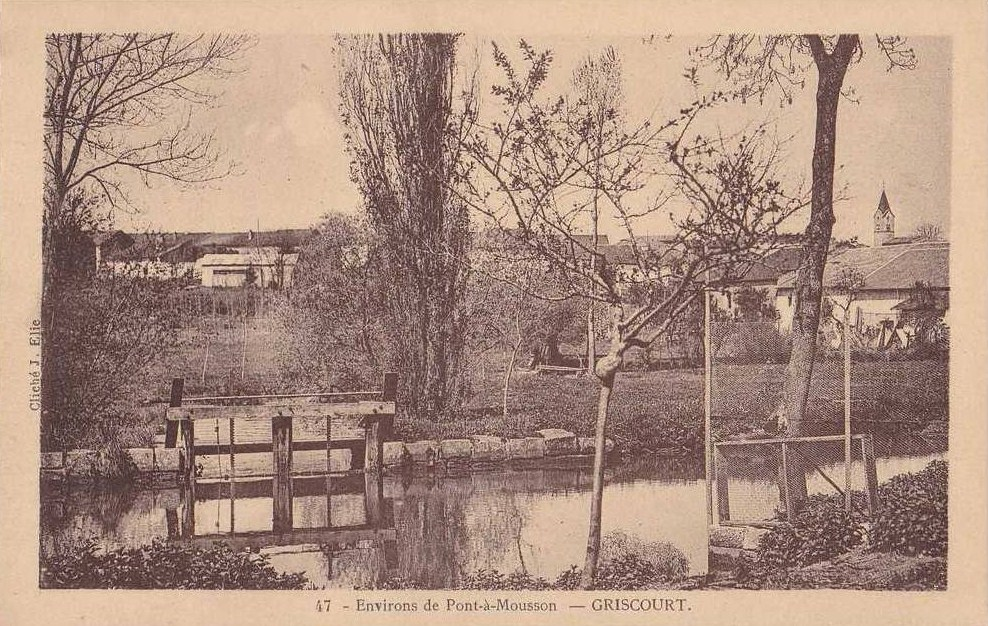
Griscourt, un vannage sur la rivière Esch.

### Secteur primaire ouAgriculture
Le secteur primaire comprend, outre les exploitations agricoles et les élevages, les établissements liés à l’exploitation de la forêt et les pêcheurs.
D'après le recensement agricole 2010 du Ministère de l'agriculture (Agreste), la commune de Griscourt était majoritairement orientée sur la production de céréales et d'oléagineux (auparavant polyculture et poly- élevage) sur une surface agricole utilisée d'environ 191 hectares (égale à la surface cultivable communale) en hausse depuis l'an 2000 - Le cheptel en unité de gros bétail s'est réduit de 99 à 74 entre 1988 et 2010. Il n'y avait plus que 2 exploitations agricoles ayant leur siège dans la commune employant 3 unités de travail.

## Culture locale et patrimoine

### Lieux et monuments
- Église Saint-Martin : tour romane, nef remaniée XIXe.

### Héraldique, logotype et devise
| Blason de Griscourt | Blason  | Parti : mi-parti d’azur semé de croix recroisetées au pied fiché d’or à deux bars adossés du même, et de gueules à la croix alaisée d’argent. |
| Blason de Griscourt | Détails | Sous l'Ancien Régime, Griscourt faisait partie du Barrois. Les chanoines de Sainte Croix de Pont-à-Mousson avaient des biens dans la localité, ce qui explique l’existence de la croix. On remarquera que la croix blanche sur fond rouge évoque également « la Petite Suisse Lorraine ». Le statut officiel du blason reste à déterminer. |